# Tencin
Tencin är en kommun i departementet Isère i regionen Auvergne-Rhône-Alpes i sydöstra Frankrike. Kommunen ligger i kantonen Goncelin som tillhör arrondissementet Grenoble. År 2022 hade Tencin 2 132 invånare.

## Befolkningsutveckling
Antalet invånare i kommunen Tencin
Referens:INSEE